# Kuidesu
Kuidesu är en köping i Kina. Den ligger i provinsen Liaoning, i den nordöstra delen av landet, omkring 320 kilometer väster om provinshuvudstaden Shenyang. Antalet invånare är 15 921. Befolkningen består av 7 867 kvinnor och 8 054 män. Barn under 15 år utgör 16,0 %, vuxna 15-64 år 73 %, och äldre över 65 år 9,0 %.
Genomsnittlig årsnederbörd är 652 millimeter. Den regnigaste månaden är juni, med i genomsnitt 163 mm nederbörd, och den torraste är januari, med 2 mm nederbörd.